# Crematogaster ghoneimi
Crematogaster ghoneimi (лат.) — вид муравьёв рода Crematogaster из подсемейства Myrmicinae (Formicidae). Юго-Западная Азия: Саудовская Аравия.

## Описание
Мелкие муравьи (рабочие имеют длину около 3 мм), чёрного цвета. От близких видов отличается следующими признаками: промезонотум с одной парой волосков; субпетиолярный отросток отсутствует; проподеальные шипы исключительно тонкие, длинные и острые, явно более чем в три раза длиннее своего основания; по крайней мере в два раза длиннее диаметра проподеального дыхальца. Основные промеры и индексы рабочих муравьёв: HL 0,75—0,82; HW 0,80—0,95; ML 0,9—1,05; CI 100—127; SI 57—84. Усики 12-члениковые. Стебелёк между грудкой и брюшком состоит из двух члеников: петиолюса и постпетиолюса (последний четко отделен от брюшка), жало развито, куколки голые (без кокона). Характерна возможность откидывать брюшко на спину при распылении отпугивающих веществ. Таксон был впервые описан в 2022 году саудовскими мирмекологами Mostafa R. Sharaf и Abdulrahman S. Aldawood (Department of Plant Protection, College of Food and Agriculture Sciences, King Saud University, Riyadh, Саудовская Аравия) и назван в честь египетского уролога профессора Мохамеда Хонеима (Mohamed Ghoneim) в знак признания его медицинских достижений. Таксон Crematogaster ghoneimi близок к виду C. chiarinii Emery, 1881 из Эфиопии. Биология неизвестна, типовая серия обнаружена около дерева адениум тучный (Adenium obesum, семейство Кутровые) в местности с преобладанием можжевельника стройного (Кипарисовые), Acacia gerrardii (Бобовые) и Aloe officinalis (Aloeaceae). Благодаря открытию нового вида общее число видов Crematogaster, до сих пор известных с Аравийского полуострова, включает 18 видов.